# Jean-Claude Villegas
Jean-Claude Villegas, né le 9 août 1951 à Razac-sur-l'Isle, est un éditeur et traducteur français, professeur des universités, fondateur des éditions Orbis Tertius.

## Biographie
Né à Razac-sur-l’isle en 1951, de parents réfugiés républicains espagnols, Jean-Claude Villegas fait ses études au lycée Bertran de Born de Périgueux puis à l’université Bordeaux-Montaigne.
Agrégé d’espagnol, il est professeur dans le secondaire de 1975 à 1985. Docteur ès lettres, HDR, il enseigne la littérature hispano-américaine à l’université de Bourgogne de 1985 à 2012, en tant que maître de conférences puis professeur. Il est l’auteur de nombreux articles et différents ouvrages à la fois sur l’exil républicain espagnol et la littérature hispano-américaine. 
La publication de Plages d’exil en 1989 ouvre la voie à une série d’études sur les camps de réfugiés espagnols en France. Il y développe le concept de culture des sables, soulignant ainsi le travail culturel réalisé dans ces camps et inclut la reproduction de nombre de ces productions. Écrits d’exil recueille à son tour une collection de deux revues réalisées par un groupe réfugiés républicains espagnols dans le camp d’Argelès-sur-Mer en 1939 puis au Mat de l’Abbat où le groupe sera temporairement hébergé.
En 1986 et 1987 il voyage en Argentine où il enquête sur les ateliers de création littéraire et rencontre de nombreux écrivains. 
En 1988, il assure la coordination scientifique de l’opération Les Belles étrangères consacrées à l'Argentine. 
De 1987 à 1990 il dirige aux éditions Aleï (Dijon) la collection de littérature étrangère « En toutes lettres » et publie en français Fernando Aínsa, Ernesto Schoo (es), Gonzalo Torrente Ballester. 
Il est membre cofondateur du Réseau international d'étude sur la métafiction dans le monde hispanique et organise en 2011 à l’Université de Bourgogne le deuxième colloque du Réseau qui donnera lieu à la publication de trois volumes d’actes.
Il dirige depuis 2012 les éditions Orbis Tertius, éditions littéraires et universitaires spécialisées dans le domaine hispanique et confie à Blanca Riestra (es) la collection de littérature étrangère Version Céleste

## Ouvrages
- Écrits d'exil : Barraca et Desde el Rosellón, édition, présentation et étude, Sète, NPL Éditeur, 2008. 176 p.
- Paris, capitale littéraire de l'Amérique latine Dijon, EUD, 2007. 240p[5]
- Plages d'exil, J.-C. Villegas (éd.), prologue de Jorge Semprún, présentation de Pierre Vilar, BDIC-Hispanistica XX, 1989, 230 p., ill[6].
- Littérature hispano-américaine publiée en France 1900-1984, préface de Claude Fell, Paris, Bibliothèque Nationale et CNRS, 1986, 240 p[7].
- Le roman de Claudio, Le Grenier à sel, 2009, 356 p.

## Traductions
- Fernando Aínsa, D’ici et de là-bas, Dijon Aleï, 1987.
- Josefina Delgado (es), Alfonsina Storni, l’essence d’une vie, éditions Orbis Tertius, 2013, 220 p., (Universitas)
- Fernando Ainsa, Traversées, éditions Orbis Tertius, 2014, 176 p.(Version céleste)
- José Ovejero (es), L’Éthique de la cruauté, éditions Orbis Tertius, 2015 (Universitas).